# Palacio Real de Berlín
El Palacio Real de Berlín (en alemán: Berliner Schloss, lit. Schloss de Berlín) era una antigua residencia real situada en el centro (Mitte) de dicha ciudad. Fue la sede de la casa de Hohenzollern y, por ello, sucesivamente la principal residencia de los electores de Brandeburgo, reyes de Prusia y emperadores alemanes.
La primera piedra del edificio se colocó en 1443, pero posteriormente el edificio sufrió varias modificaciones y ampliaciones, destacando la renacentista en el siglo XV y la gran transformación barroca a inicios del siglo XVIII, hecho que coincidió con la creación del reino de Prusia. Exteriormente, el proyecto barroco de Andreas Schlüter y Johann Friedrich Eosander von Göthe permaneció inalterado hasta la adición de la cúpula por Friedrich August Stüler a mediados del siglo XIX. No obstante, a lo largo de su historia el palacio experimentó innumerables alteraciones en sus interiores siguiendo el estilo y las costumbres imperantes en cada época. Con 1210 habitaciones, era considerado la mayor obra arquitectónica barroca al norte de los Alpes.
El edificio fue testigo de la Revolución de marzo de 1848. Además, fue allí donde el emperador Guillermo II instó a los berlineses a ir a la Primera Guerra Mundial después de la movilización rusa y donde se proclamó la efímera República Socialista Libre de Alemania en 1918.
Dañado durante los bombardeos aliados y la batalla de Berlín de 1945, fue completamente demolido en 1950 por orden de Walter Ulbricht, líder socialista de la República Democrática Alemana. Tras la reunificación alemana de 1990 se lanzó el proyecto del Humboldt Forum, una reconstrucción parcial del antiguo palacio real destinada a fines culturales. El nuevo edificio, diseñado por el arquitecto italiano Franco Stella, comenzó a construirse en 2013 y se terminó en diciembre de 2020.

## Nombre
Desde su demolición, el edificio se ha venido llamando Berliner Stadtschloss (lit. Castillo de la ciudad de Berlín), nombre que indica que se trataba de la residencia urbana y sede de un monarca. No obstante, el término Stadschloss es una nomenclatura errónea de los años 1950, por imitación del cercano Potsdamer Stadschloss. Históricamente el edificio se conoció directamente como Berliner Schloss, ya que no había ningún otro schloss en la ciudad. La vocablo schloss puede traducirse como castillo o palacio, en el caso del Berliner Schloss, en época medieval y renacentista tuvo un aspecto más similar a un castillo, mientras que tras la reforma de finales del siglo XVII e inicios del XVIII adquirió características arquitectónicas más propias de un palacio barroco romano.
En los mapas antiguos de Berlín, en los almanaques y en la documentación oficial aparece referido como Königliches Schloss (Castillo Real). Durante la época imperial, el castillo no fue renombrado Kaiserliches Schloss (Castillo Imperial), ya que siguió siendo propiedad del rey de Prusia y el título de "emperador alemán" carecía de residencia oficial.

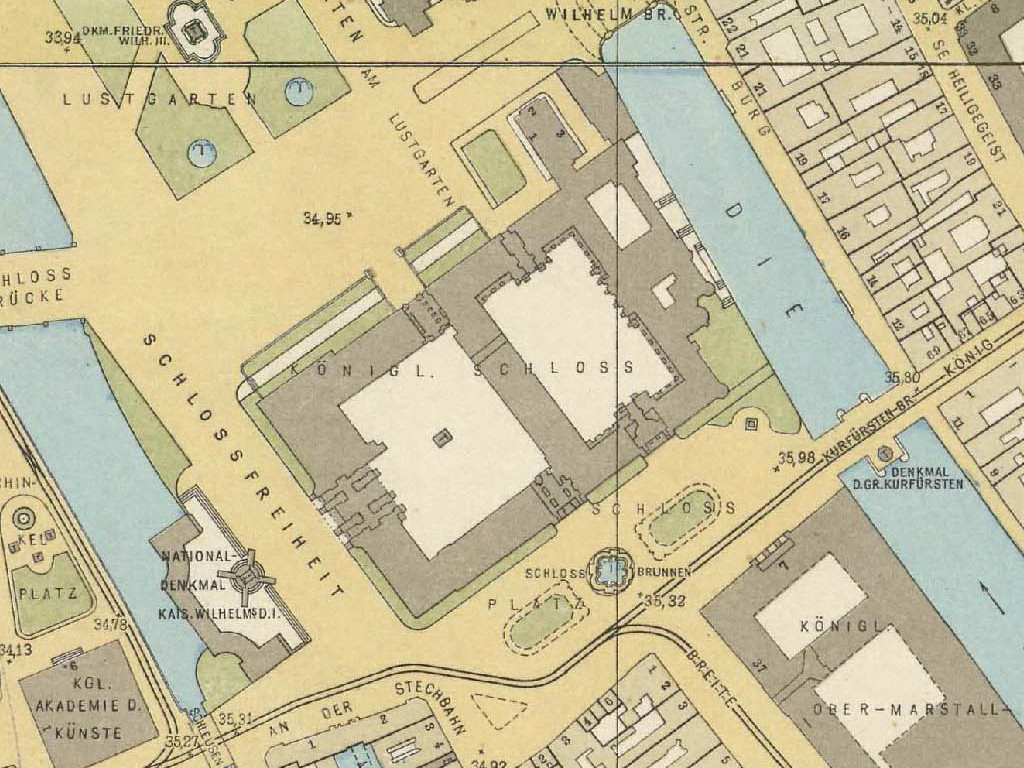
El Königliches Schloss y sus alrededores en un mapa de 1910.

## Localización
Durante la Edad Media, la doble ciudad de Berlín/Cölln se situaba a ambos lados del río Spree, Cölln al oeste y Berlín al este. El castillo medieval se edificó en el límite noroeste de la primera, no obstante, a medida que la ciudad creció, la residencia electoral acabó situándose en el centro de Berlín (Cölln fue absorbida en 1710).
A partir del siglo XIX, el palacio quedó situado al sur de la Museumsinsel: la fachada norte delimitaba con el Lustgarten (antiguo jardín de recreo), la este con el Spree, la sur con la Schlossplatz (Plaza del Castillo) y las caballerizas; y la oeste con la llamada Schlossfreiheit (Zona libre del Castillo) donde luego se edificaría el Monumento Nacional al Káiser Guillermo.

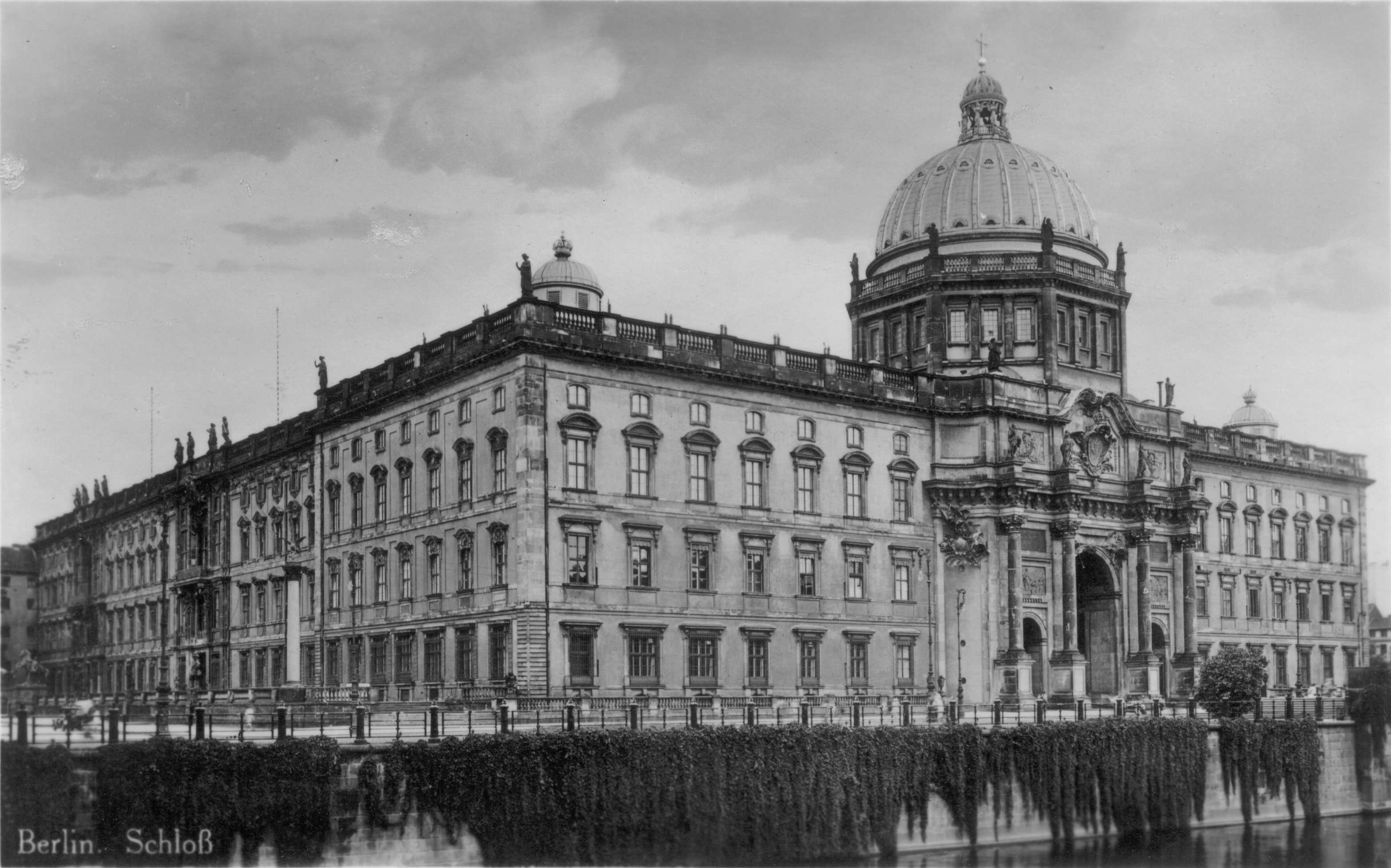
Palacio Real de Berlín hacia 1920.

## Historia

### El castillo medieval (sigloXV)
La construcción de lo que luego sería el palacio se inició en 1443 por orden del elector Federico II de Brandeburgo, apodado "Diente de Hierro". El nuevo castillo, situado en la orilla oeste del Spree en la pequeña Cölln, debía servir para controlar el floreciente comercio en la doble ciudad de Berlín/Cölln y para remarcar el nuevo estatus de los Hohenzollern, nombrados electores de Brandeburgo por el emperador Segismundo de Luxemburgo en 1415. La estratégica situación del castillo permitía controlar los flujos comerciales que discurrían a través del Spree y del puente de madera que comunicaba Cölln al oeste, con Berlín al este. Poco después de iniciarse la construcción, se produjeron un conjunto de disturbios y revueltas en la ciudad, entre 1447 y 1448, contra el gobierno de los Hohenzollern. Aunque luego fue sofocada, marcó el inicio de las complicadas relaciones entre la futura Berlín y la casa de Hohenzollern. La construcción del nuevo castillo estuvo terminada hacia 1451.
De ese primer castillo tardogótico se conservarían con el tiempo solo dos elementos, la llamada Grüne Hut (Sombrero Verde), una torre cubierta con un tejado de cobre; y la Erasmuskapelle (Capilla de Erasmo), empezada después de 1450 y terminada hacia 1454, cuando el papa Nicolás V le otorgó, mediante una bula, el rango de parroquia.

### La reforma renacentista (sigloXVI)

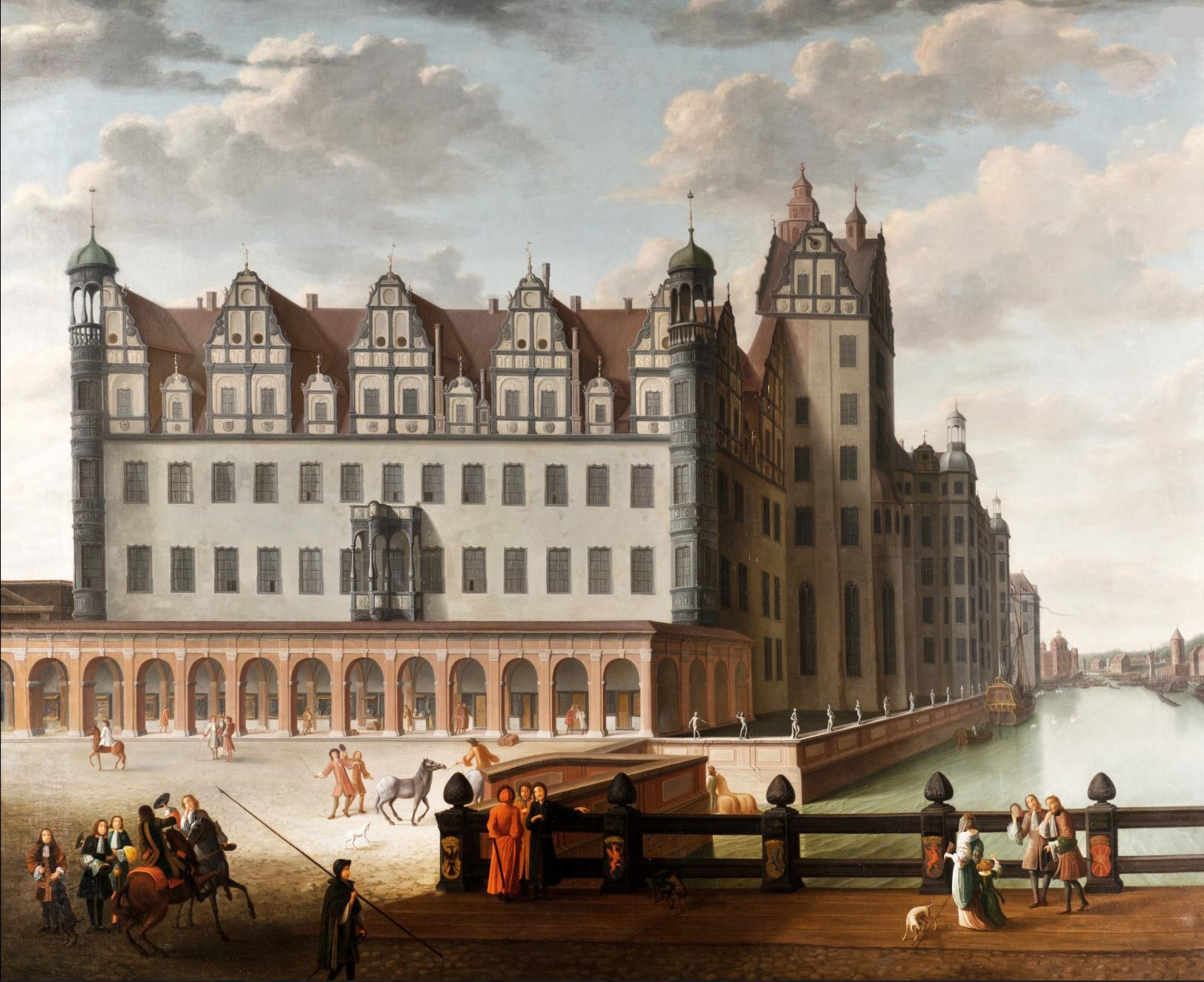
El castillo renacentista pintado a finales del.

El primer castillo permaneció inalterado aproximadamente un siglo, hasta que el elector Joaquín II (1535-1571) decidió la completa reconstrucción del edificio, entre 1538 y 1540 en estilo renacentista inspirado por el fastuoso castillo de Torgau de los electores de Sajonia. Los arquitectos Caspar Theiss y Kunz Buntschuh fueron los responsables de crear el nuevo edificio destinado a convertirse en el centro de la vida de la corte y del gobierno.
Posteriores ampliaciones tuvieron lugar con su sucesor el elector Juan Jorge (1571-1598). Se edificaron cara al río hacia el sureste la Haus der Herzogin (Casa de la Duquesa, 1585-1590) destinada a su joven esposa Isabel de Anhalt-Zerbst; y hacia el noreste la Hofapotheke (Botica de la Corte, 1585-1596). En el extremo oeste, delimitando el patio interior, el arquitecto Rocco Guerrini, conde de Lynar, erigió (1593-1595) una ala destinada a los invitados del príncipe, a los consejos y la administración que luego llevaría su nombre.

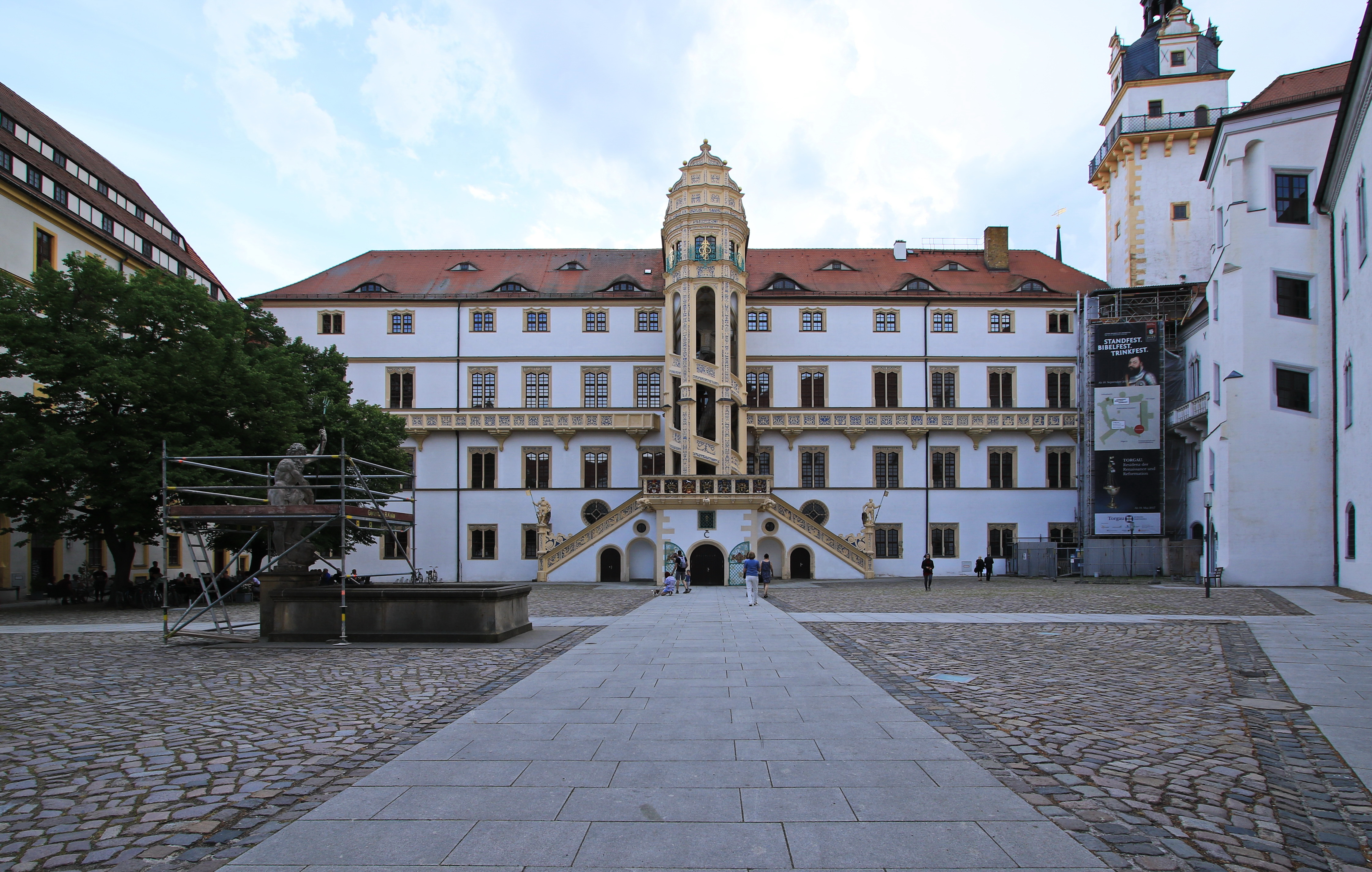
Patio renacentista del castillo Hartenfels en Torgau.

### Las ampliaciones del "Gran Elector" (1640-1695)
Durante los reinados de los electores Joaquín Federico I (1598-1608), Juan Segismundo I (1608-1619) y Jorge Guillermo I (1619-1640) el castillo no experimentó cambios significativos, pero si los estragos de la Guerra de los Treinta Años, y en 1637 la corte decidió trasladarse a la ciudad de Königsberg, menos afectada por el conflicto. No fue hasta 1645 cuando el nuevo elector Federico Guillermo I, llamado "el Gran Elector", se reinstaló en Berlín/Cölln. El arquitecto Johan Arnold Nering llevó a cabo entonces una completa reparación del castillo y la creación de nuevos espacios.

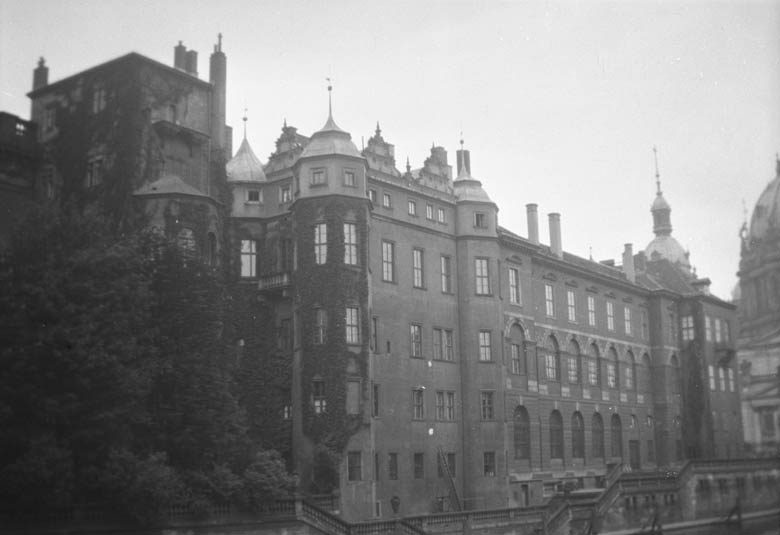
La ecléctica fachada hacia el Spree del Berliner Schloss. De izquierda a derecha: la Erasmuskapelle (oculta por los árboles), la Haus der Herzogin (con las torrecitas), la Braunschweigische Galerie (encima de las arcadas) y los Kurfürstlichen Gemächer (en el extremo derecho con el balcón).

Destacaron los nuevos Kurfürstlichen Gemächer (Aposentos Electorales, 1679-1681) cara el río para Federico Guillermo I, la ampliación de la Haus der Herzogin (Casa de la Duquesa, 1685-1690) al sur, y la Braunschweigische Galerie (Galería de Brunswick, 1690) que los comunicaba entre sí. Nering también edificó en el extremo oeste del castillo, anexa al ala de Lynar, la Alabastersaal (Sala de Alabastro, 1681-1685). Era un amplio y lujoso espacio destinado a grandes recepciones y decorado con estatuas de mármol de cuatro grandes monarcas históricos: Alejandro Magno, Julio César, Carlomagno y Rodolfo I de Habsburgo obra de Bartholomäus Eggers; y otras de los electores de Brandeburgo.
La mejoras en el palacio electoral continuaron a pesar de la muerte del "Gran Elector" en 1688, hasta el fallecimiento de Nering en 1695. Para entonces el nuevo elector Federico III (1688-1713) ya tenía nuevos y grandes proyectos en mente.
A partir de 1646 también empezó la recuperación urbana de Berlín/Cölln, con la creación de nuevos barrios al oeste del castillo y el trazado de un camino que conducía al Tiergarten, coto de caza del elector; con el tiempo dicho camino se convertiría en la célebre avenida Unter den Linden. El castillo, por lo tanto, perdió su posición periférica para convertirse en el centro de la floreciente capital de Brandeburgo.

### La gran transformación barroca (1699-1716)

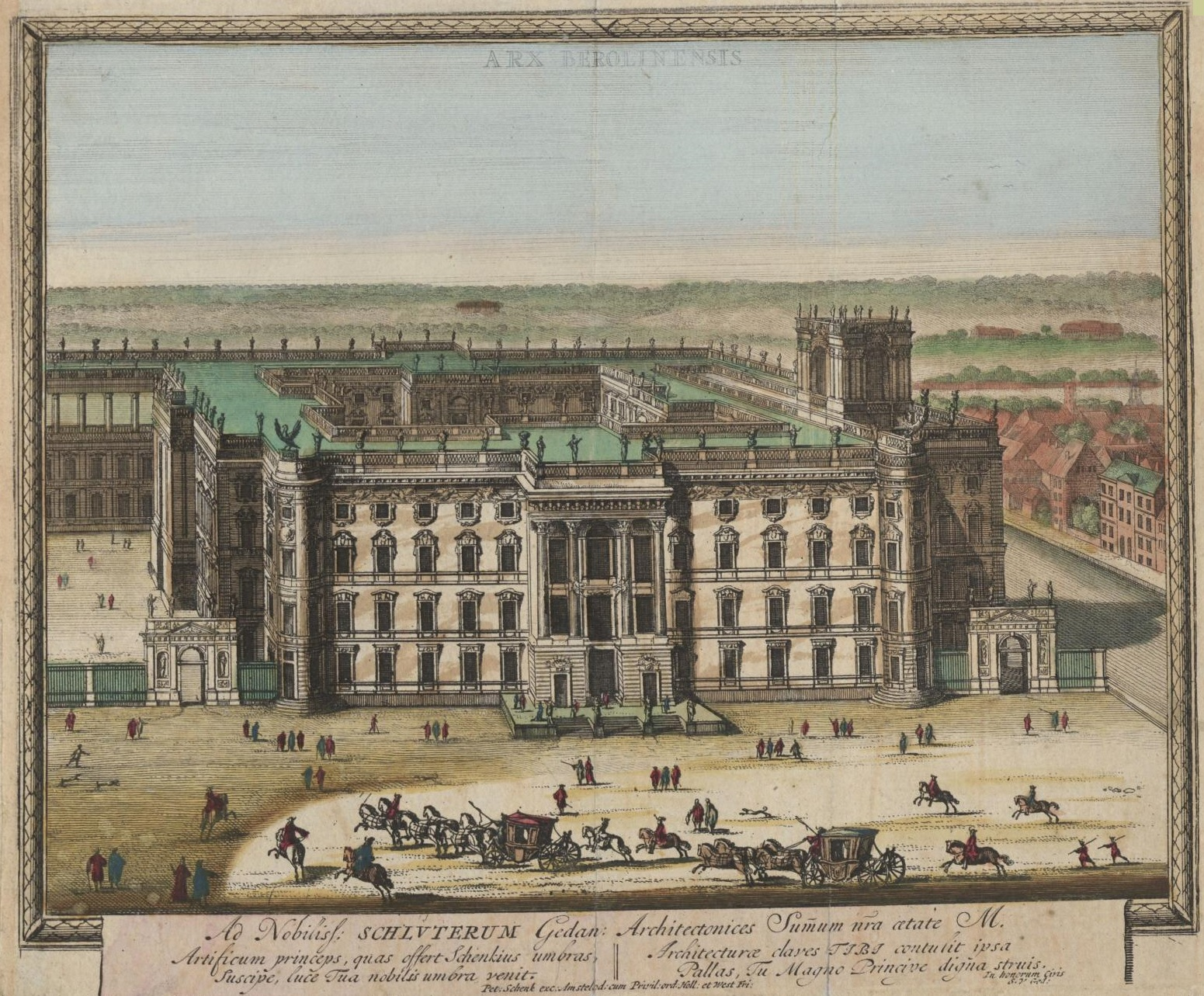
El proyecto de Schlüter para la reconstrucción del castillo.

Durante el reinado del elector Federico III (rey Federico I de Prusia desde 1701), el castillo experimentó su segunda gran reforma, probablemente la mayor de su historia, que lo convirtió en un gran palacio barroco. El arquitecto Andreas Schlüter fue nombrado director de las obras en 1699 y concibió un gran edificio del mismo tamaño que el anterior, también con un patio central y con unas fachadas barrocas inspiradas en el Palazzo Madama de Roma. Con la coronación de Federico I de Prusia en 1701, el edificio se convirtió en residencia real.

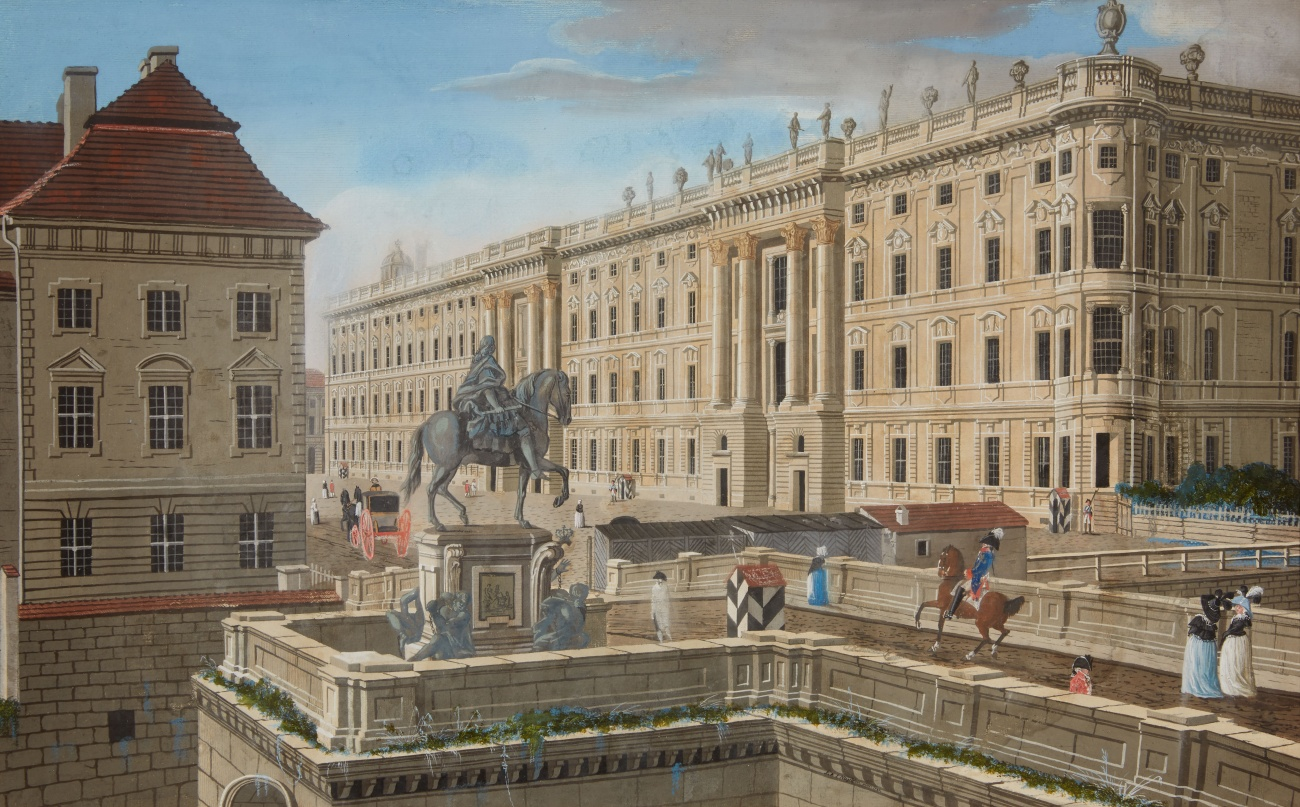
La duplicación propuesta por Eosander von Göthe.

En 1706, no obstante, Schlüter fue destituido a raíz del escándalo de la Münzturm (la Torre de la Ceca), cuando la monumental torre que había empezado a construir anexa al castillo tuvo que derribarse debido a problemas estructurales. Fue substituido por el sueco Johann Friedrich Eosander von Göthe, que ideó un proyecto aún más suntuoso para el palacio: duplicar el palacio creando un nuevo patio interior y crear una nueva entrada a modo de arco de triunfo coronado por una torre (que no se edificó). Los faraónicos costes del proyecto casi llevaron al pequeño estado prusiano a la bancarrota y en 1713, con el ascenso del rey Federico Guillermo I, Eosander von Göthe fue a su vez destituido y reemplazado por Martin Heinrich Böhme (discípulo de Schlüter) que terminó el palacio en 1716.

### ElsigloXVIII: interés y desinterés (1716-1797)
Federico Guillermo I (1713-1740) mostró escaso interés por la arquitectura y la pompa, mandando transformar el amplio lustgarten (jardín de recreo) frente a la cara norte del palacio en un campo de maniobras. Sin embargo, terminó la ampliación del palacio en 1716 y en 1726 creó en la planta baja del palacio las Polnischen Kammern (Cámaras Polacas), una lujosa serie de estancias destinadas alojar al rey Augusto II de Polonia durante su visita de 1728. Por otro lado, las reformas administrativas y financieras que impulsó a lo largo de su reinado fueron ejemplares.

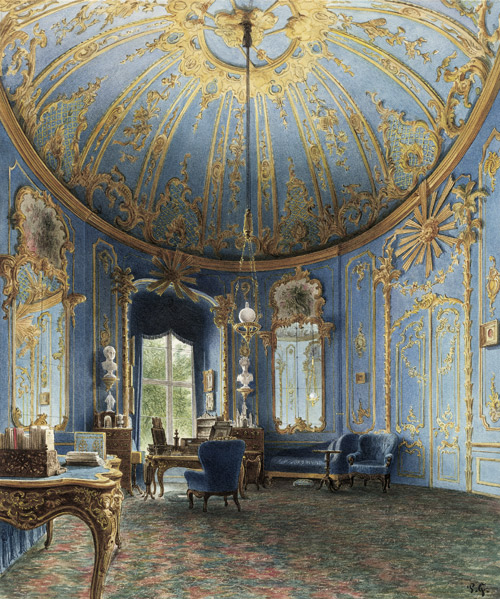
El gabinete rococó de Federico II pintado por Paul Graeb en el.

En 1740, con el inicio del reinado de Federico II "el Grande", monarca interesando en el arte y la cultura, de produjo una renovado interés por el palacio de Berlín y su entorno urbano, con grandes proyectos como el Forum Fridericianum y la instalación de los aposentos del monarca en la esquina sureste cara al río, con un gabinete circular rococó que recordaba al que tuvo en Rheinsberg siendo príncipe heredero. Sin embargo, el soberano pronto prefirió los palacios de Potsdam y Sanssouci, habitando Berlín solo en invierno y durante las celebraciones de carnaval. En oposición a la corte masculina de Federico II, la reina Isabel Cristina y la reina madre Sofía Dorotea (fallecida en 1757) habitaban durante gran parte del año el palacio, celebrando recepciones y conciertos. El calendario anual de Federico II solía ser el siguiente: pasaba los meses de diciembre y enero en Berlín, luego la primavera en el palacio de Potsdam, en mayo y agosto presidía maniobras militares en Berlín, pero residía en Charlottenburg; el verano lo pasaba en Sanssouci y el otoño de nuevo en el palacio de Potsdam.
El corto reinado de Federico Guillermo II (1786-1797) fue, sin embargo, un periodo de esplendor para el palacio de Berlín que se dotó de suntuosos interiores neoclásicos. Los arquitectos más emblemáticos del neoclasicismo alemán, Friedrich Wilhelm von Erdmannsdorff, Carl von Gontard y Carl Gotthard Langhans, crearon para el rey las Königskammern (Cámaras Reales) en el primer piso cara al Lustgarten. También para la reina Federica Luisa se redecoraron unos nuevos aposentos en la fachada sur.

### Reformas y revolución (1797-1871)
El rey Federico Guillermo III (1797-1840) fue el primer monarca en no habitar el castillo, prefiriendo la intimidad del Kronprinzenpalais en el Unter den Linden. Tras años de dispendios durante el reinado de su antecesor Federico Guillermo II, el nuevo monarca se encontró las arcas vacías, con lo cual las intervenciones en el palacio fueron eminentemente prácticas. El soberano siempre se mostró contrario a los gastos excesivos, no obstante, dado el deterioro que presentaba el edificio, bajo su reinado se llevó a cabo una importante labor de restauración renovando las cornisas y estatuas.
En 1798 ya tuvieron lugar las primeras reparaciones ante el peligro que suponían los trozos de cornisa que se desprendían. Las renovaciones continuaron en los siguientes años, extendiéndose también a los tejados y los marcos de ventanas y puertas. Incluso en el dramático año de 1806, en el que no se pudo invertir dinero en la renovación, se realizaron pequeñas labores de mantenimiento, aunque para evitar excesos presupuestarios Federico Guillermo III se reservó el derecho de autorizar cualquier otra intervención. En abril de 1814, desde París, el monarca ordenó la adquisición de varias toneladas de arenisca de Pirna para las obras. En 1817 se empezó la renovación de los portales, en 1821 de las fachadas exteriores, en 1833 del arco de triunfo principal (Portal III) tras varias denuncias por su deterioro y por estar lleno de orines y suciedad, y en 1839 de renovaron cornisas y estatuas de los patios interiores.
Por otro lado, en 1824, el entorno del palacio se embelleció la finalización del Schlossbrücke (Puente del castillo) diseñado por Karl Friedrich Schinkel, y en 1830 se inauguró el nuevo Königliches Museum (Museo Real) al otro lado del Lustgarten.
Al contrario que su padre, Federico Guillermo IV (1840-1861) vivió en el palacio ya desde 1815, cuando aún era príncipe heredero. Con el permiso paterno, se instaló en las antiguas estancias de Federico II el Grande en el ángulo sureste del castillo, a caballo entre la Schlossplatz y el Spree. El monarca, amante y conocedor del arte y la cultura, mandaría renovar dichos aposentos en varias ocasiones, sobre todo a partir de su boda con Isabel Luisa de Baviera en 1827. Karl Friedrich Schinkel creó suntuosos espacios neoclásicos con una clara impronta historicista, pues conservó el gabinete rococó de Federico II y transformó la gótica capilla de Erasmo en despacho del monarca.

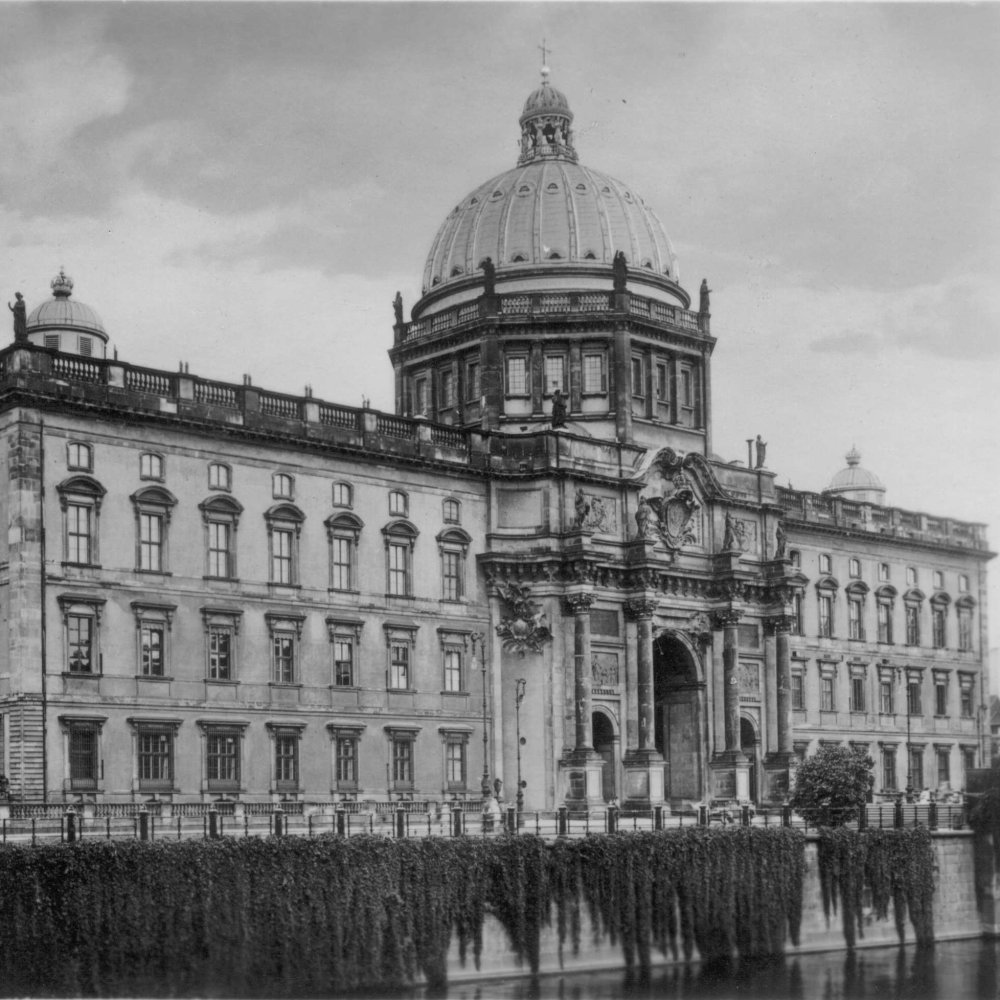
La fachada y el arco monumental (Portal III) de Eosander von Göthe con la nueva cúpula de Stüler.

A partir de su ascenso al trono en 1840, Federico Guillermo IV realizó grandes transformaciones interiores en el castillo, ayudado por la estrecha amistad que le unía con el arquitecto real Schinkel y su sucesor Friedrich August Stüler. En 1845, inspirándose en los diseños de Eosander von Göthe y en la iglesia veneciana de Santa Maria della Salute, el arquitecto Stüler realizó la gran cúpula encima del portal principal. Su interior contenía una nueva capilla con capacidad para seiscientas personas que fue terminada en 1853, pero inaugurada el 18 de enero de 1854, aniversario de la coronación del monarca.
Paralelamente también se realizó la completa redecoración de la vecina Weisser Saal (Sala Blanca), el espacio más grande del palacio. La gran sala fue completamente renovada en estilo renacentista, lo mismo que la anexa escalera que permitía un acceso directo a los invitados desde el Portal III durante las fiestas y bailes de la corte. El conjunto se terminó en 1847, en 1851 se añadió una fuente en lo alto de la escalera.
Durante la revolución de 1848, el 18 de marzo, se produjeron manifestaciones y graves disturbios en la plaza del palacio y alrededores, pero al contrario que Luis Felipe I que tuvo que abdicar y huir de las Tullerías, la habilidad política del monarca y su promesa de reformas y una constitución logró estabilizar la situación. No obstante, el monarca no volvió a residir en Berlín, pasando, hasta su muerte en 1861, los inviernos en el palacio de Charlottenburg.

### Del reino de Prusia al Imperio alemán (1861-1888)
El rey Guillermo I (desde 1871 emperador alemán) tampoco residió en el palacio, prefiriendo su residencia particular en el Unter den Linden, el Altes Palais. De nuevo el gran edificio barroco sirvió únicamente para grandes recepciones y como sede la administración de la corte prusiana, pues allí tenían sus despachos el Kron-Tresor (Tesoro de la Corona), el Königliches Haus-Archiv (Archivo de la Casa Real) o el Königliches Hof-Marschall (Mariscal de la Corte Real).
En 1862 tuvo lugar el establecimiento en el castillo de la Königliche Hausbibliothek (Biblioteca de la Casa Real, no confundir con la antigua Biblioteca Real, actual Biblioteca Estatal de Berlín). En origen, la biblioteca contenía solo los cerca de 20.000 volúmenes que pertenecieron al rey Federico Guillermo IV, y se situaba en la antigua kunstkammer electoral del tercer piso, pero desde 1874 se relocalizó en varias salas del primer piso cara al Spree. A lo largo de los años se fueron sumando las bibliotecas personales de otros monarcas, como las bibliotecas de Federico Guillermo III y la reina Luise del Kronprinzenpalais en 1865, la biblioteca de Federico Guillermo II situada en el propio castillo en 1869; así como la colección del castillo de Monbijou en 1899 o la biblioteca del emperador Federico III en 1900. La Biblioteca de la Casa Real se encontraba a disposición de la familia imperial y del personal de la corte y casa, asimismo solía ser accesible al público por las mañanas.

### Los últimos esplendores con el emperador Guillermo II (1888-1918)
Las últimas intervenciones de envergadura en el palacio tuvieron lugar bajo el reinado del último emperador alemán y rey de Prusia, Guillermo II (1888-1918). Siguiendo la estética guillerminista neobarroca y con la voluntad de convertir Berlín en la gran capital de un floreciente imperio global, los alrededores del palacio se dignificaron con pomposas construcciones como el Monumento Nacional al Káiser Guillermo (1895-1897) o la nueva Catedral de Berlín (1895-1905).

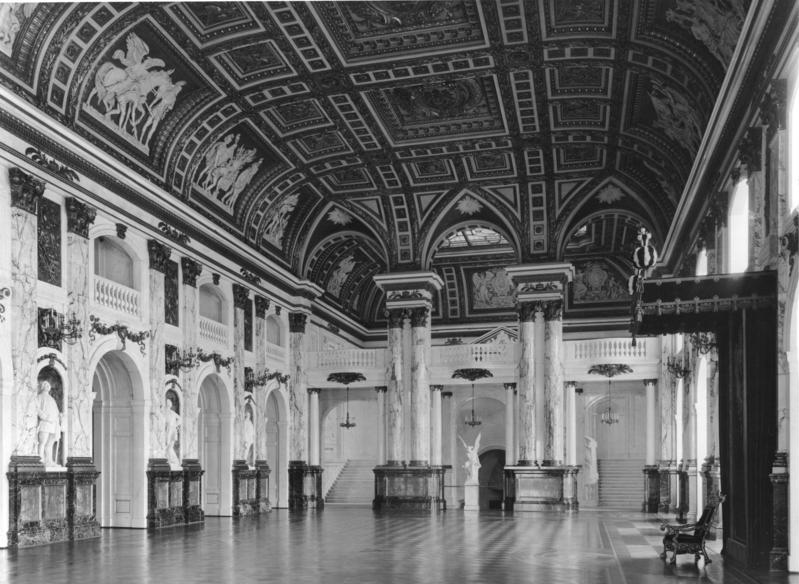
La renovada Weisser Saal (Sala Blanca).

También en el interior del palacio el arquitecto de la corte, Ernst von Ihne, llevó a cabo extensas intervenciones y redecoraciones. Se renovó completamente la Weisser Saal (Sala Blanca, 1891-1895), creando un monumental espacio con iluminación completamente eléctrica terminada en 1902. Debajo de esta gran sala se crearon dos lujosos y modernos conjuntos de aposentos para invitados, en la planta baja los Mecklenburgische Wohnung (Apartamentos mecklemburgueses) y en el primer piso los Wilhelmische Wohnung (Apartamentos guillerminos). Los lujosos muebles neorocalla de estos aposentos fueron creados por los mejores artesanos berlineses en un intento por competir con la hegemonía artística de Francia, y expuestos en la Exposición Universal de París de 1900.
Por otro lado, el palacio se dotó de los últimos avances técnicos. La electricidad fue introducida por primera vez en 1889, con motivo de la visita del rey Umberto I de Italia, y a partir de 1906 el edificio contó con sus propios generadores eléctricos que lo hacían independiente de la red general. En 1865 se conectó el edificio a la red municipal que suministraba agua corriente a las cocinas y los baños, no obstante el palacio contó, desde 1891, con su propio pozo y subministro, que fue progresivamente reduciéndose a partir de 1913, debido a las obras en la cercana Museumsinsel. Por último se mejoró el sistema antiincendios, con la instalación de cisternas en los tejados en 1900, de puertas antiincendios en las buhardillas en 1904 y de alarmas eléctricas por todo el edificio en 1911.

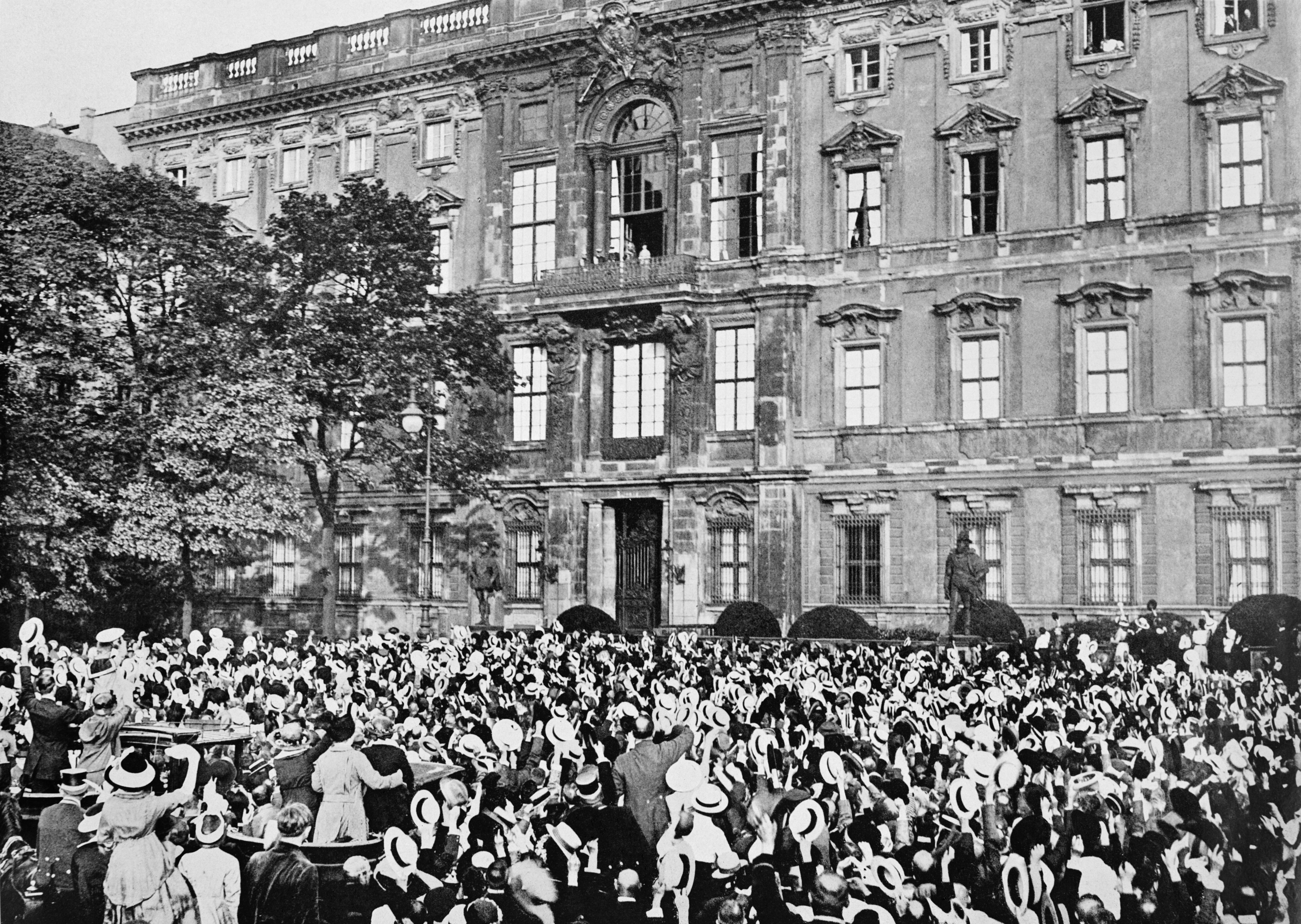
Las multitudes entusiastas frente al palacio vitoreando a Guillermo II en agosto de 1914.

El 31 de julio de 1914, tuvo lugar en el castillo de Berlín probablemente el acto de mayor trascendencia política desde la revolución de 1848. Ante las noticias de una movilización general rusa, Guillermo II fue aclamado en el balcón del Portal V y pronunció un corto discurso:

Una hora difícil golpea hoy a Alemania. Gente envidiosa de todas partes nos obliga a defendernos justamente. Pusieron la espada en nuestras manos. Espero, que si mis esfuerzos de última hora no logran que los enemigos comprendan y mantengan la paz, empuñemos la espada con la ayuda de Dios de tal manera que podamos envainarla nuevamente con honor. Una guerra requeriría enormes sacrificios en propiedades y sangre por parte del pueblo alemán, pero demostraríamos a los enemigos lo que significa atacar a Alemania. Y ahora os encomiendo a Dios. ¡Ahora id a la iglesia, arrodillaos ante Dios y pedidle ayuda para nuestro valeroso ejército!

Poco después, el gobierno alemán declararía la guerra a Rusia.

### De la revolución al nazismo (1918-1945)
El palacio, antaño símbolo del poder de los Hohenzollern, fue también uno de los escenarios de la Revolución alemana. El 9 de noviembre de 1918 por la tarde, ante las noticias de la abdicación de Guillermo II, el palacio fue ocupado por soldados y trabajadores y el líder socialista Karl Liebknecht proclamó la República Socialista Libre de Alemania. No obstante, contrariamente a la creencia popular, no lo hizo desde el mismo balcón del Portal V que había usado el emperador en 1914, sino desde el capó de un coche. Durante la crisis de Navidad de 1918, el palacio, donde acampaba la Volksmarinedivision (División de Marina del Pueblo), fue escenario de combates entre los marinos revolucionarios y el ejército regular que dañaron las fachadas del edificio. También se produjeron algunos saqueos, no obstante el castillo sobrevivió a la Revolución alemana relativamente indemne.

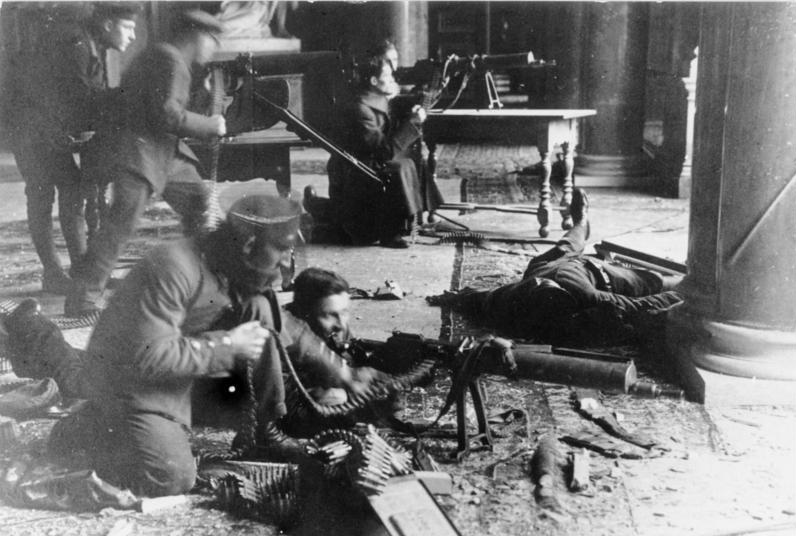
Los marineros revolucionarios en el interior del castillo en la Navidad de 1918.

Durante la República de Weimar, el Berliner Schloss no tuvo ninguna función política o representativa, las estancias más importantes se abrieron al público como museo de bellas artes y varias instituciones culturales se instalaron en el edificio como el Kaiser-Wilhelm-Gesellschaft. El nazismo tampoco utilizó el edificio dada su conexión con la monarquía prusiana, no obstante, el Lustgarten fue reformado en 1935 para poder albergar las grandes manifestaciones del régimen, y el castillo se redujo a un mero telón de fondo donde colgar grandes esvásticas. En 1936 la llama olímpica ardió frente al palacio y en 1940 allí se expuso triunfalmente el vagón donde se firmó el armisticio de Compiègne en octubre de 1918.
Durante la Segunda Guerra Mundial, el palacio fue víctima de los bombardeos aliados sobre Berlín. En mayo de 1944 una bomba provocó un gran agujero en el ala norte del castillo cara al Lustgarten, llegando hasta los sótanos y rompiendo todos los cristales del edificio. En el 3 de febrero de 1945, fue de nuevo víctima de los bombardeos, pero esta vez estuvo ardiendo cuatro días sin que nadie extinguiera el fuego debido al caos que se vivía en la ciudad. El 28 de abril la fachada sur fue dañada por la artillería soviética durante la Batalla de Berlín. Sin embargo, dado lo maciza que era la construcción, los daños totales fueron menores que el castillo de Charlottenburg, actualmente en gran medida reconstruido. La colección artística del palacio también fue afectada por la guerra, la Königliche Hausbibliothek (Biblioteca de la Casa Real) que contaba con cerca de 71.000 libros fue evacuada a Sanssouci, pero el ejército soviético se apropió de ella y fue enviada a la Biblioteca Estatal Lenin, que repartió los libros entre varias bibliotecas regionales. En 1958, la Unión Soviética retornó algunas partituras musicales, en 1997 Georgia devolvió 110 libros y en 2007 Armenia restituyó 10.

### La demolición y elPalast der Republik(1950-2008)

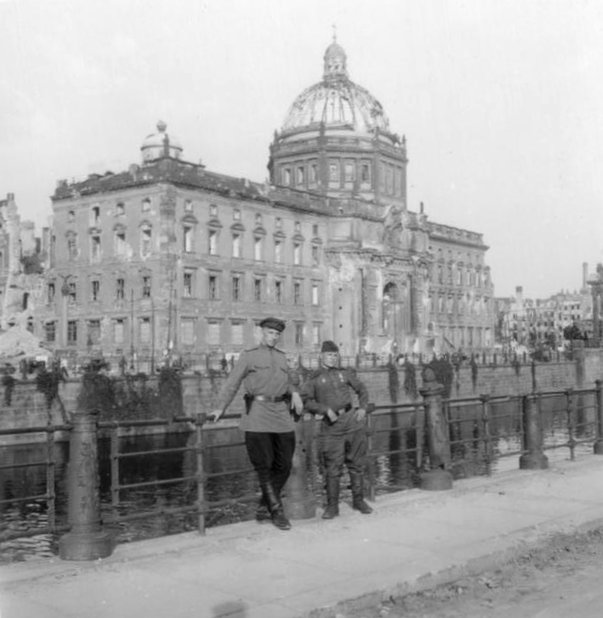
Dos soldados soviéticos posando delante de las ruinas del palacio.

En los primeros años de posguerra, tras algunas reparaciones básicas, algunos espacios del palacio, como la Weisser Saal se usaron para exposiciones temporales. No obstante, desde la división de Berlín en 1948, el SED y su líder Walter Ulbricht empezaron a exigir la demolición del edificio. Los líderes socialistas de la RDA consideraban que su reconstrucción era muy costosa y que era un símbolo del militarismo e imperialismo prusianos. Pese a la oposición de la ciudadanía y de varios intelectuales, entre ellos Friedrich Ebert hijo, la demolición del palacio mediante dinamita empezó el 7 de septiembre de 1950. En su lugar se dejó un gran espacio vacío para manifestaciones y mítines políticos. En palabras de Ulbricht: "El centro de nuestra capital, el Lustgarten y la zona de las ruinas del castillo, debe convertirse en la gran área de manifestaciones donde nuestro pueblo pueda expresar su voluntad de lucha y reconstrucción."  Del edificio solo se salvó el Portal V, desde donde Liebknecht había proclamado la república socialista en 1918, pero no desde el balcón, sino subido al capó de un coche. El fragmento barroco del palacio fue insertado en la moderna fachada del Staatsratsgebäude (Edificio del Consejo de Estado).

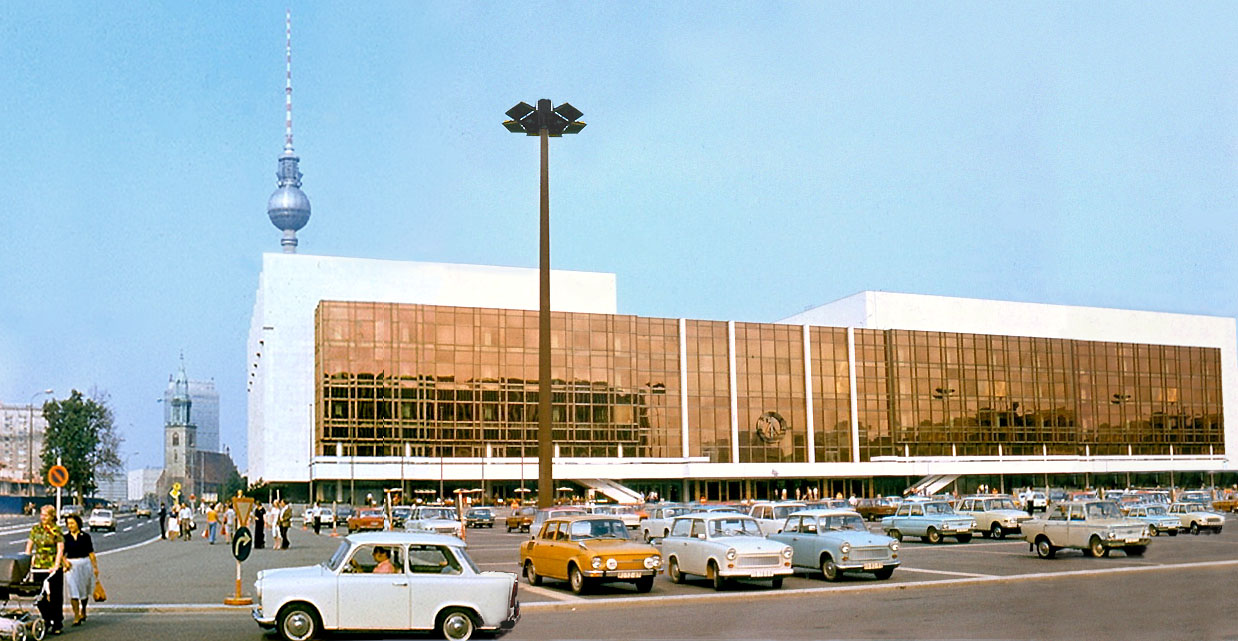
El Palast der Republik poco después de su inauguración.

Después de más de dos décadas de ser un espacio vacío, en 1974 el líder socialista Erich Honecker decidió la construcción de un edificio representativo del régimen en el solar del antiguo castillo. El nuevo Palast der Republik (Palacio de la República) se inauguró en 1976 y además de albergar restaurantes, galerías de arte y un teatro, también era la sede de la Cámara del Pueblo, el parlamento de la RDA. Menos de quince años después, el Palast der Republik tuvo que cerrar a causa de la contaminación por asbesto.
Poco después de la caída del muro de Berlín y la reunificación de Alemania empezó el debate sobre la demolición del Palast der Republik, contaminado por asbestos y asociado a la extinta RDA, y la reconstrucción del Berliner Schloss. La retirada de los asbestos se inició en 1997 y se terminó en 2002, el mismo año en que el Bundestag votó por una amplia mayoría la reconstrucción del antiguo castillo. La demolición tuvo lugar entre 2006 y 2008.

### La reconstrucción parcial: elHumboldt Forum(2008-2020)
Tras una primera evocación del desaparecido castillo de Berlín en 1993-94 con unos andamiajes que simulaban sus fachadas, en 2008 el Bundestag dio luz verde a la reconstrucción. El proyecto fue apoyado por los cancilleres Gerhard Schröder (1998-2005) y Angela Merkel (2005-2021). Entre 2008 y 2012 se presentaron varios proyectos, de los cuales salió ganador el del italiano Franco Stella, que preveía la reconstrucción de las tres fachadas barrocas principales, la cúpula y uno de los patios interiores. El resto de la construcción presentaría un estilo sobrio y "atemporalmente moderno".

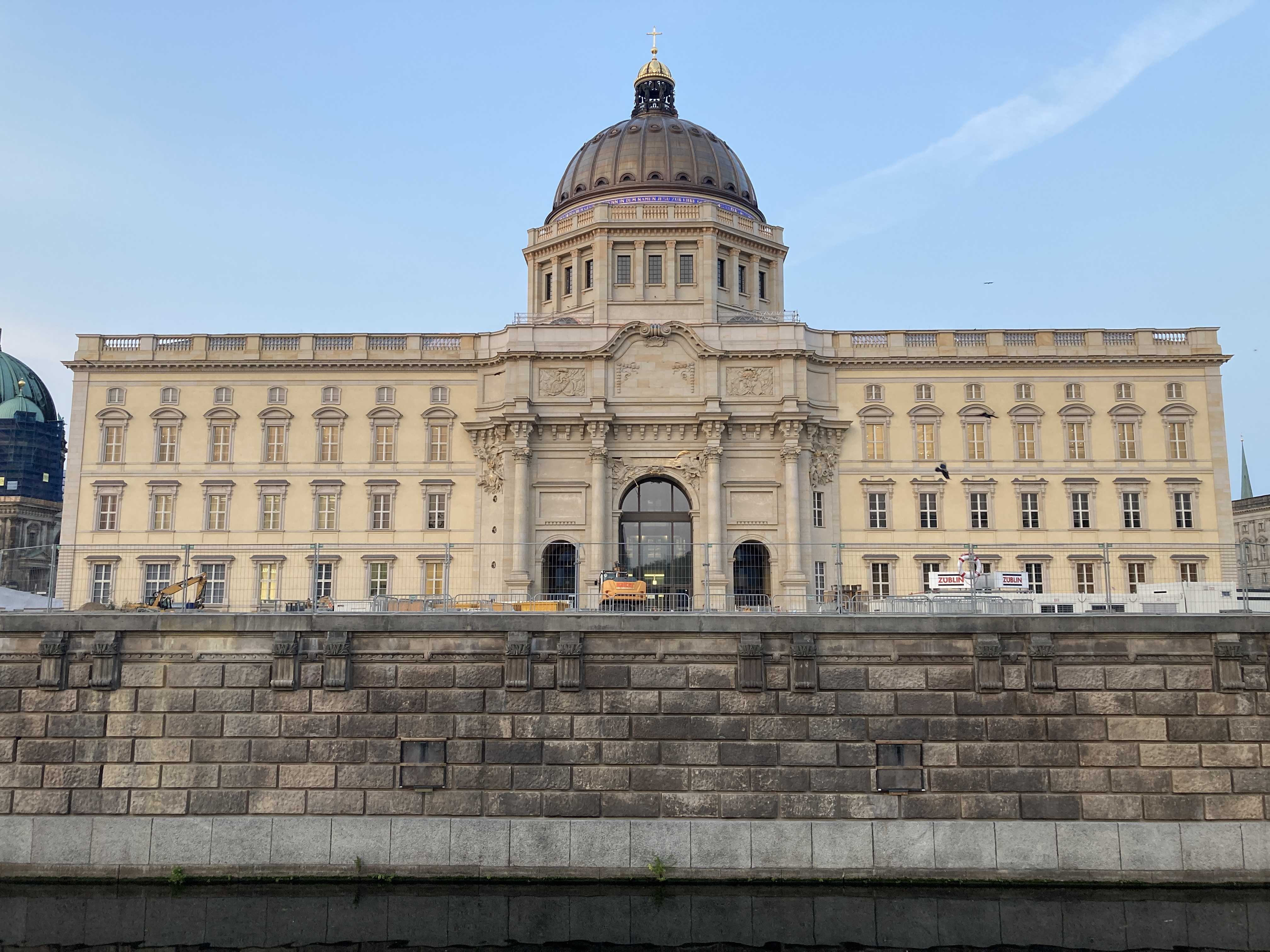
El Humboldt Forum con la reconstruida fachada oeste del Palacio Real.

La reconstrucción del Palacio Real se inició en 2013 y se terminó en diciembre de 2020. Recibe el nombre de Humboldt Forum, en homenaje a Alexander von Humboldt y Wilhelm von Humboldt, y alberga una biblioteca, una estación de metro, un laboratorio de la Universidad Humboldt, salas para exposiciones temporales de los Museos Estatales de Berlín; y los sucesores de la antigua Kunstkammer fundada precisamente en el castillo en el siglo XVI: el Museo etnológico de Berlín y el Museo de arte asiático de Berlín. Aspira a ser un centro cultural de talla mundial.
La institución se encuentra gestionada por la Fundación Palacio de Berlín–Foro Humboldt (Stiftung Berliner Schloss – Humboldtforum), que además es propietaria de su patrimonio. Fue creada en 2009 por el Bundestag y coordina los intereses de los socios del proyecto: la Fundación del Patrimonio Cultural Prusiano (Stiftung Preußischer Kulturbesitz), la Biblioteca Central y Regional de Berlín (Zentral- und Landesbibliothek Berlin) y la Universidad Humboldt (Humboldt-Universität zu Berlin).
El Humboldt Forum dispone de 42.000 m² de superficie útil.
El costo total de la obra ascendió a 677 millones de euros, 33 millones más de lo presupuestado. De esta cifra, 80 millones corresponden al costo de la fachada que ha sido financiada a través de donativos de particulares. Cada donante adquirió el derecho a que una piedra de la construcción lleve inscrito su nombre. Esta parte de la obra se ha realizado utilizando las mismas técnicas que se emplearon en la construcción original, un taller especializado esculpió cerca de 2.300 figuras y 23.000 piezas ornamentales en bloques de arenisca.

## Planos

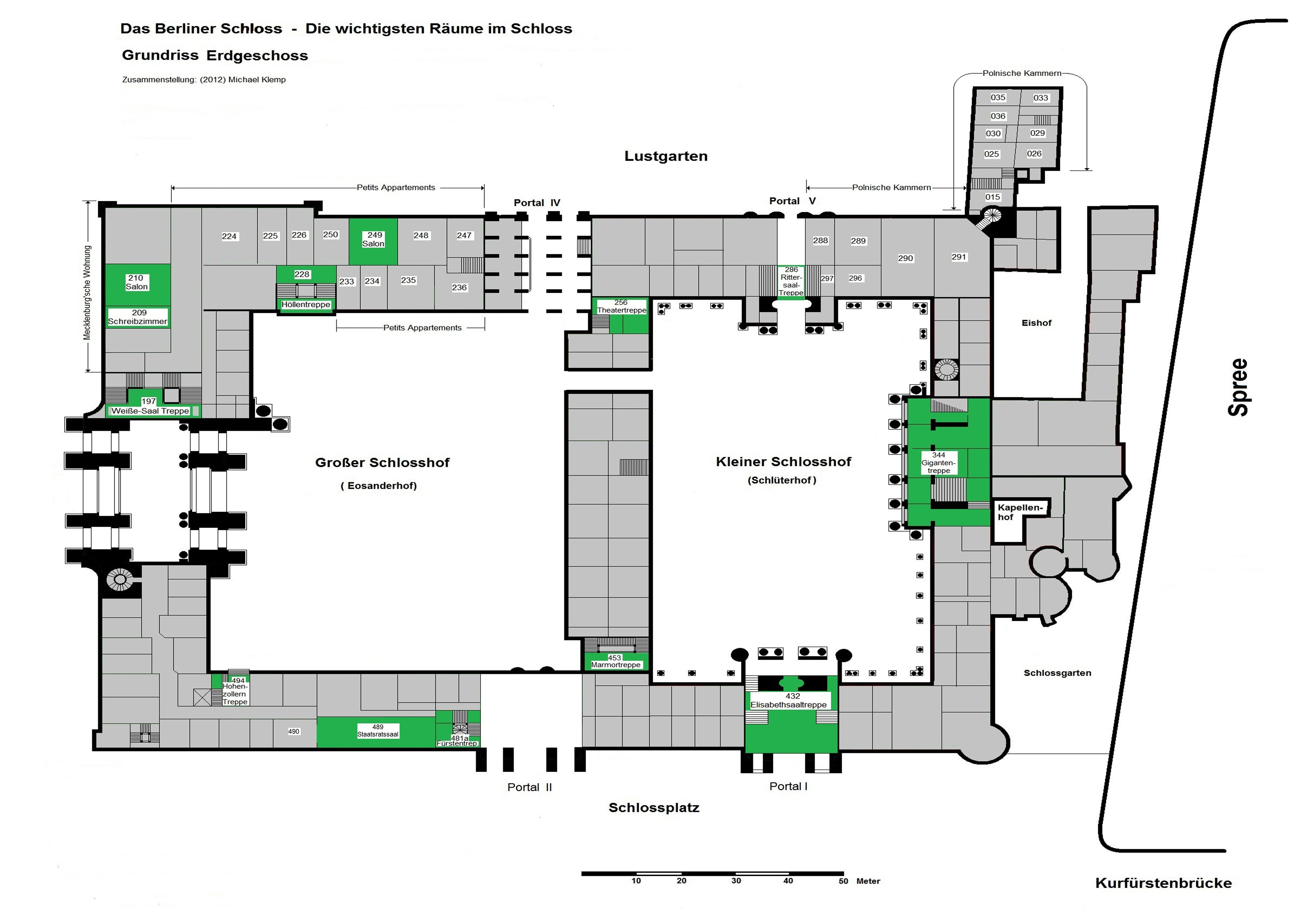
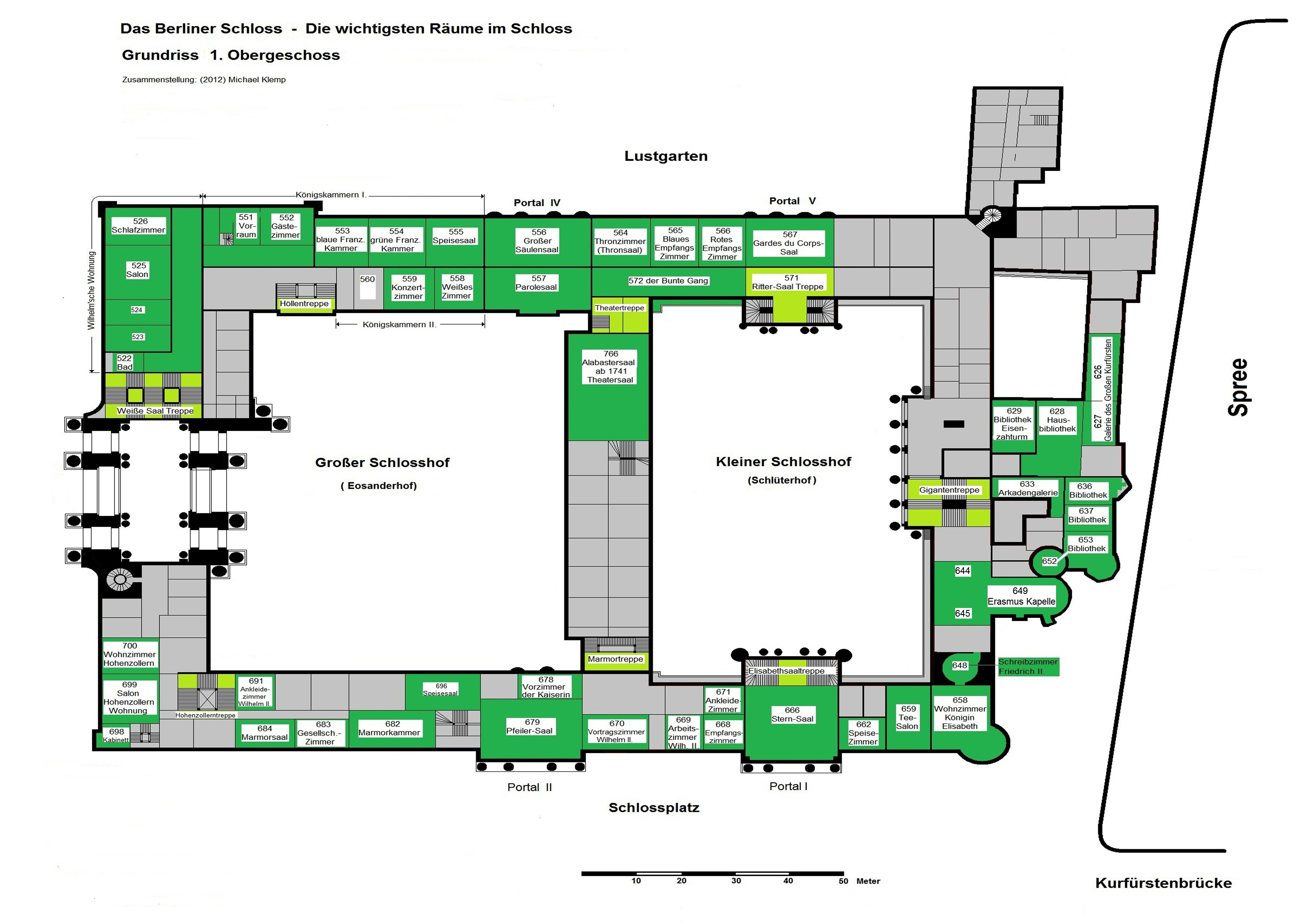
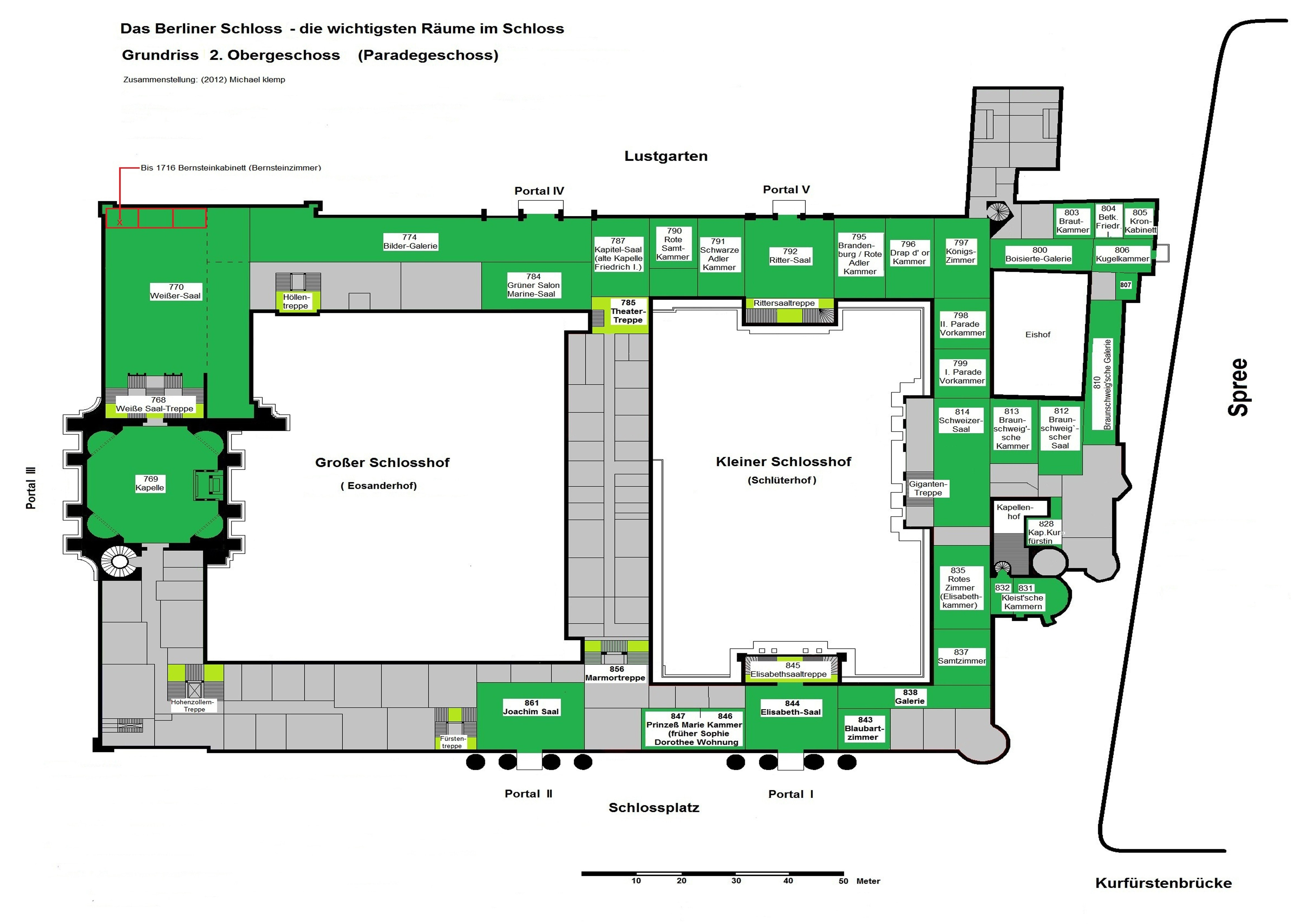
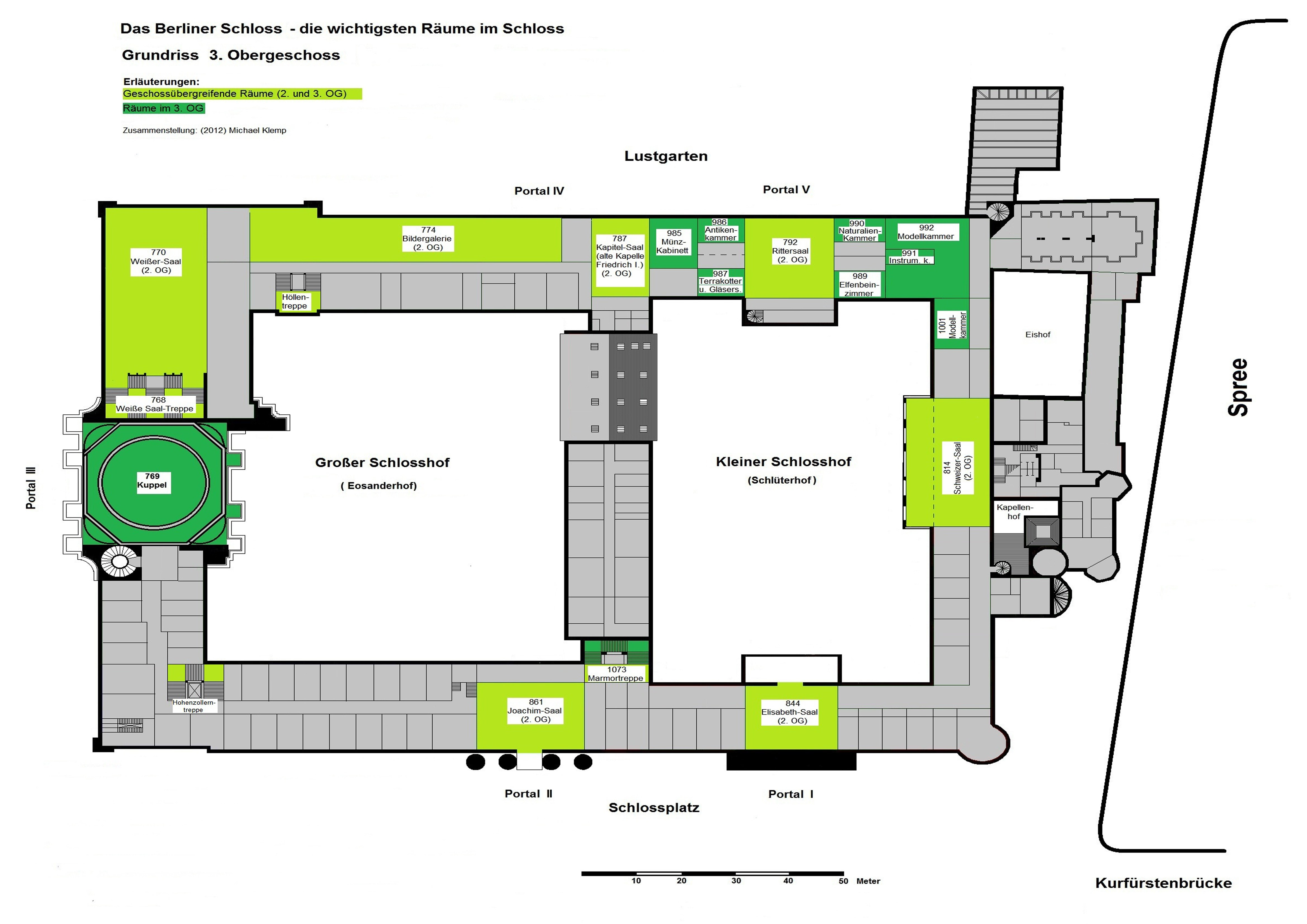